# Oejoekcultuur
De Oejoekcultuur is een Proto-Scythische archeologische cultuur van de brons- en ijzertijd (9e-3e eeuw v.Chr.), vernoemd naar de plaats van de eerste wetenschappelijke opgravingen van grafheuvels bij de Oejoek-rivier in het district Piej-Chem van de Russische republiek Toeva.
De cultuur werd voor het eerst onderzocht door A.V. Adrianov in 1916 en in de jaren '20 door S.A. Teplo-oechova. De cultuur werd beschreven en benoemd door L.R. Kyzlasov.

## Verspreiding
Het gebied van de Oejoekcultuur verspreidt zich behalve in Toeva ook over het oostelijke deel van de republiek Altaj en Noordwest-Mongolië.

## Begrafeniscultuur
De meeste kennis over deze periode is afkomstig van de graven. De overledenen liggen op hun zij, in houten blokhutten, steenkisten of eenvoudige aarden putten, bedekt door grafheuvels. De indrukwekkendste monumenten van de cultuur zijn de gemeenschappelijke graven van mannen en paarden in de koergans van Arzjan nabij de Oejoek in de uitlopers van de Westelijke Sajan.
De cultuur sluit aan bij de Ulaangomcultuur in Mongolië.